# Eusebio Acasuzo
Eusebio Alfredo Acasuzo Colán (Lima, 8 d'abril de 1952) és un exfutbolista peruà de la dècada de 1980.
Fou internacional i va formar part de l'equip peruà a la Copa del Món de 1982.
Pel que fa a clubs, destacà defensant els colors de Universitario de Deportes i Club Bolívar.